# Psiloscirtus splendidus
Psiloscirtus splendidus är en insektsart som beskrevs av Morgan Hebard 1923. Psiloscirtus splendidus ingår i släktet Psiloscirtus och familjen gräshoppor. Inga underarter finns listade i Catalogue of Life.